# Pocillopora frondosa
Espèce
Pocillopora frondosa est une espèce de coraux appartenant à la famille des Pocilloporidae.